# Adolf Eriksson
Hans Adolf Sture Eriksson född i Frösön, Jämtlands län, 11 juli 1907, död 31 juli 1986 var en svensk teoretisk fysiker.
Eriksson blev 1940 filosofie doktor och docent i mekanik och matematisk fysik vid Uppsala universitet. 1949 utsågs han professor i  matematik och mekanik vid Kungliga Tekniska högskolan, då han närmast efterträdde David Enskog som hade avlidit 1947. 1955 ändrades professurens ämnesområde till mekanik.